# House of Gold & Bones - Part 2
House of Gold & Bones - Part 2 é o quinto álbum de estúdio da banda de hard rock Stone Sour e é a conclusão de um álbum conceitual duplo.
O próximo álbum que dará a continuação do álbum House of Gold & Bones - Part 1 que foi lançado em outubro de 2012, e lançado em 9 de Abril de 2013. No dia 2 de Abril a banda divulgou todas as músicas do novo álbum House of Gold & Bones - Part 2 no site oficial.
"O baterista da banda Roy deu uma entrevista dizendo que o próximo álbum será ótimo."
O primeiro single "Do Me A Favor" foi lançado no dia 12 de Fevereiro de 2013 e tem vídeo clipe lançado no dia 27 de Março de 2013 no YouTube. O single "Do Me A Favor" vazou no YouTube no dia 8 de Fevereiro de 2013. A música "Red City" abrirá o segundo álbum House of Gold & Bones.
"Segundo  o  vocalista  Corey Taylor,  a  segunda  parte  é  mais  escura  que  a  primeira,  além  de ser  completamente  diferente."
No dia 30 de Janeiro de 2013 foi a liberada a arte do álbum nas redes sociais da banda. No dia seguinte 31 de Janeiro de 2013 a banda divulgou no seu site oficial as faixas de continuação do álbum duplo box House of Gold & Bones.
| Críticas profissionais | Críticas profissionais |
| Avaliações da crítica  | Avaliações da crítica  |
| Fonte                  | Avaliação              |
| ---------------------- | ---------------------- |
| Artistdirect           | [ 7 ]                  |
| Loudwire               | [ 8 ]                  |
| Stereoboard            | [ 9 ]                  |
| The Guardian           | [ 10 ]                 |
| Under The Gun          | [ 11 ]                 |

## Faixas
(As faixas é uma continuação do álbum House of Gold & Bones - Part 1, por tanto a númeração é 12–23)
| N.º            | Título                      | Duração |  |
| 12.            | "Red City"                  | 4:39    |  |
| 13.            | "Black John"                | 4:02    |  |
| 14.            | "Sadist"                    | 5:07    |  |
| 15.            | "Peckinpah"                 | 4:11    |  |
| 16.            | "Stalemate"                 | 4:47    |  |
| 17.            | "Gravesend"                 | 4:41    |  |
| 18.            | "‘82"                       | 3:42    |  |
| 19.            | "The Uncanny Valley"        | 4:01    |  |
| 20.            | "Blue Smoke"                | 2:07    |  |
| 21.            | "Do Me A Favor"             | 3:44    |  |
| 22.            | "The Conflagration"         | 4:55    |  |
| 23.            | "The House Of Gold & Bones" | 4:45    |  |
| Duração total: | Duração total:              | 50:47   |  |

| Faixa Bônus em Japonês |                      |         |  |
| N.º                    | Título               | Duração |  |
| 24.                    | "Shine (Rough Demo)" | 3:26    |  |
| Duração total:         | Duração total:       | 54:19   |  |

## Integrantes
Stone Sour
- Corey Taylor − Vocal, piano em "Blue Smoke" e "The Conflagration", escritor de "House of Gold & Bones" conto.
- James Root − Guitarra
- Josh Rand − Guitarra
- Roy Mayorga − bateria, sintetizadores e piano em "Red City", "Black John", "Sadist", "Peckinpah", "Stalemate", "Gravesend", "Blue Smoke" e "Do Me a Favor".

Músicos Adicionais
- Rachel Bolan - Baixo
- Kevin Fox - Arranjo de cordas e violoncelo em "The Conflagration".
- Karen Graves - Primeiro violino em "The Conflagration".
- Kate Unrau - Segundo violino em "The Conflagration".
- Anna Redekop - Viola em "The Conflagration".
- Vocais de todos os números do HOGAB: Stubs, Lady, Truck, Sinner e Corey Taylor.

Pessoal Técnico
- David Bottrill − Produção, Edição Digital.
- Michael Phillip Wojewoda - Engenheiro, Edição Digital.
- Ryan Martin - Assistente
- Jay Ruston - Mixagem
- Paul Logus - Masterizado
- Johnathan Nicholson & Jeff Ocheltree - Técnicos de Bateria.
- Martin Connors - Técnico de Guitarra e Baixo.
- Kevin Miles - Técnico de Guitarra Adicional.

## Histórico de lançamento
| País           | Data               | Formato                                | Editora discográfica |
| -------------- | ------------------ | -------------------------------------- | -------------------- |
| Japão          | 3 de abril de 2013 | CD, Download Digital (edição japonesa) | Roadrunner Records   |
| Reino Unido    | 8 de abril de 2013 | CD, Download Digital                   | Roadrunner Records   |
| Estados Unidos | 9 de abril de 2013 | CD, Download Digital                   | Roadrunner Records   |